# Bellum Hispaniense
Bellum Hispaniense или De Bello Hispaniensi (разказ за Испанската война на латински) е книга, написана вероятно от Юлий Цезар.
Книгата разказва детайлирано за похода на Цезар на Иберийския полуостров.